# Rubus landoltii
Rubus landoltii är en rosväxtart som beskrevs av Heinrich E. Weber. Rubus landoltii ingår i släktet rubusar, och familjen rosväxter. Inga underarter finns listade i Catalogue of Life.